# Chimillas
Chimillas (en aragonés Chimielletas) es un municipio de la provincia de Huesca (España). Su población es de 410 habitantes (INE 2024), con una superficie de 9,97 km².

## Toponimia
Ubieto Arteta adjudica su nombre al origen musulmán de la población, que significaría pequeña mezquita, mientras que en la primera mención documental del pueblo aparece como Gimellas.

## Historia
Los orígenes históricos de Chimillas se pueden remontar a la época del dominio musulmán en tierras de Huesca debido a su topónimo en árabe significa 'pequeña mezquita'[cita requerida], siendo la primera mención documental en marzo de 1098 en un documento en el que habla de heredades en 'Gimellas'.
Al final de la Edad Media, en 1495, se sabe que el lugar tenía 13 fuegos de los que 12 pertenecían a familias musulmanas, siendo sólo una casa habitada por familia cristiana. En ese mismo año Chimillas adquiere categoría de lugar; entre 1488 y 1495 es sobrecudilla de Huesca; en 1646 es vereda de Huesca y entre 1711 y 1833 es corregimiento de Huesca. En 1834 posee ya Ayuntamiento propio, formando parte del partido judicial de Huesca.
En lo que respecta a la propiedad de la tierra, en 1414 la tierra pertenecía a la Orden del Hospital, en 1566 era de la Encomienda de San Juan del Hospital, en 1610 sigue siendo de la Orden del Hospital y Señorío de las Órdenes en 1785.

### Guerra Civil
Durante las acciones de la Ofensiva de Aragón y en especial la Ofensiva de Huesca, Chimillas se vio afectada por las actuaciones de los republicanos habiendo estado situadas en la población desde el 31 de agosto del 1936 miembros del regimiento de Galicia que repelió el avance de los republicanos pero el frente se extendía hasta la zona de Cillas aunque poblaciones más cercanas como Yéqueda y Banastás se mantuvieron bajo control republicano más tiempo, hasta que finalmente en el 1938 el frente de la guerra se alejó de la población.

## Urbanismo
El pueblo se divide en dos partes, siendo el núcleo del pueblo la parte más antigua y la parte más externa la de construcción más reciente.

## Administración y política
| Período   | Alcalde                      | Partido |  |
| --------- | ---------------------------- | ------- |  |
| 1979-1983 | José Manuel Calvo Lasierra   | UCD     |  |
| 1983-1987 | José Manuel Calvo Lasierra   | AP      |  |
| 1987-1991 | José Andrés Calvo Lasierra   | PSOE    |  |
| 1991-1995 | Alejandro Ciprés Ubico       | PAR     |  |
| 1995-1999 | Alejandro Ciprés Ubico       | PAR     |  |
| 1999-2003 | Alejandro Ciprés Ubico       | PAR     |  |
| 2003-2007 | Alejandro Ciprés Ubico       | PAR     |  |
| 2007-2011 | Alejandro Ciprés Ubico       | PAR     |  |
| 2011-2015 | Juan Manuel Ramiro Contreras | PSOE    |  |
| 2015-2019 | Juan Manuel Ramiro Contreras | PSOE    |  |
| 2019-     | Miguel Torres Palacín        | PP      |  |

| Partido político    | Partido político                                   | 2003   | 2007   | 2011   | 2015   |
| Partido político    | Partido político                                   | Ediles | Ediles | Ediles | Ediles |
|                     | Partido de los Socialistas de Aragón (PSOE-Aragón) | 1      | 1      | 2      | 4      |
|                     | Partido Popular de Aragón (PP)                     | —      | 3      | 3      | 2      |
|                     | Partido Aragonés (PAR)                             | 4      | 3      | 2      | 1      |
|                     | Chunta Aragonesista (CHA)                          | 0      | 0      | —      | —      |
| Total de concejales | Total de concejales                                | 7      | 7      | 7      | 7      |

## Demografía
| 1900 | 1910 | 1930 | 1940 | 1950 | 1960 | 1970 | 1981 | 1986 | 1992 | 1999 | 2006 |
| ---- | ---- | ---- | ---- | ---- | ---- | ---- | ---- | ---- | ---- | ---- | ---- |
| 734  | 650  | 588  | 485  | 401  | 369  | 569  | 406  | 150  | 152  | 308  | 357  |

## Monumentos

### Patrimonio religioso
- Iglesia parroquial de San Jorge, construida en el siglo XVII de una sola nave cubierta con bóveda de lunetos y capillas en los laterales que se cubre con bóveda de cañón, mientras que en el patrimonio mueble del templo los retablos se corresponden con los siglos XVI y XVII.
- Ermita de Cillas, construida por José Sofi en el 1744.

### Patrimonio civil
- Casa Carolina construida en el 1778 con sillares en el zócalo y ladrillos en esquinazos e hiladas mientras que el resto es de tapial y que cuenta con el escudo de armas de los Estaún Panzano.[6]
- Casa Molero, se trata de una mansión construida con sillares en el zócalo, ladrillos en esquinazos e hiladas completados con tapial que cuenta una portada adintelada sobre pilastras topadas con capitel corintio y en el que se encuentra el escudo de armas de los Cebrián debido a que en la casa se asentó una rama cadete que tenía origen en los Cebrián de Banariés pero el apellido se afeminó pronto.

## Fiestas
- Día 23 de abril en honor a San Jorge

Fiestas mayores de San Jorge, el 23 de abril. Acto religioso destacado es la tradicional procesión de San Jorge por las calles de la localidad, seguida por la celebración de la Eucaristía. Entre los actos festivos hay que destacar sesiones de baile, obras de teatro, exposiciones, charlas, concursos de disfraces, campeonatos de guiñote y otros espectáculos cómico-musicales, así como la comida de hermandad de todos los vecinos del pueblo.
- Primer domingo de octubre en honor a la virgen del Rosario

Fiestas menores de la Virgen del Rosario, el primer domingo de octubre. Acto religioso es la procesión de la Virgen del Rosario y la correspondiente Eucaristía. Acto festivo destacado es el tradicional releo de carne.

## Personas destacadas
- Frey Jerónimo Ferrer
- Frey José Lorenzo Embid y Lambán
- Dr. Nicolás Estaún y Ciria
- Frey Pedro Rivas y Lloro